# Rya (Szwecja)
Rya – miejscowość (tätort) w Szwecji, w regionie administracyjnym (län) Västra Götaland, w gminie Härryda.
Według danych Szwedzkiego Urzędu Statystycznego liczba ludności wyniosła: 365 (31 grudnia 2015), 394 (31 grudnia 2018) i 390 (31 grudnia 2019).